# Naito Ehara
Naito Ehara, född 30 juli 1993 i Yamanashi prefektur, Japan, är en japansk simmare. Vid de olympiska simtävlingarna i Rio de Janeiro 2016 ingick Ehara i det japanska lag som vann brons på 4x200 meter frisim.